# TV Kočevje
TV Kočevje.si
Prva slovenska lokalna internetna televizija je TV Kočevje.si. 
Vodilo pri delovanju se glasi: "Verjemi kar vidiš."
Ustanovitelj elektronskega medija je CZMK (Center za mladinsko kulturo) Kočevje. Pobudnika projekta sta Jure Bradeško in Igor Rančigaj.
Namen medija je nastavljanje ogledala življenju v občini Kočevje. Skrb za usodo kraja in njenih prebivalcev, predvsem mladih. Negovanje kulturne in zgodovinske dediščine.
Slogan mlade ekipe pa je: "TV Kočevje.si lahko tudi Ti."
Ekipa prostovoljcev ustvarja prispevke o življenju v lokalnem okolju, kulturnem in političnem delovanju, dejavnosti mladih in naravovarstvu. 
prednost daje ustvarjalnemu pristopu in pluralnosti mnenj. Na spletni strani omogoča komentarje obisklvalcev in objavlja kolumne različnih avtorjev.

Internetni naslov: 
Članki povezani s TV Kočevje.si: 